# Baldwin VII Hapkin
Baldwin VII Hapkin (ur. ok. 1093, zm. 17 lipca 1119) – hrabia Flandrii, syn Roberta II Jerozolimskiego i Klemencji, córki Wilhelma I Wielkiego, hrabiego Burgundii. Hrabią Flandrii został po śmierci swojego ojca, który utonął podczas wyprawy przeciwko królowi Anglii i księciu Normandii Henrykowi I.
Rok po uzyskaniu władzy na dwór Baldwina przybył rycerz Heliasz z Saint-Saëns razem ze swoim wychowankiem, którym był Wilhelm Clito, syn starszego brata króla Henryka, przez wielu uznawany za prawowitego władcę Anglii i Normandii. Heliaszowi i Wilhelmowi udało się przekonać Baldwina VII do zbrojnego poparcia roszczeń pretendenta. Zawiązano koalicję, w skład której, oprócz Baldwina i Wilhelma, weszli jeszcze hrabia Andegawenii Fulko V i król Francji Ludwik VI Gruby.
Wojna rozpoczęła się wraz z rebelią normandzkich baronów w 1118. Wezwali oni na pomoc Baldwina, który zajął sporą część księstwa Normandii, jednak jego dalsze postępy zahamowała ciężka rana, jaką odniósł podczas oblężenia Arques we wrześniu 1118. Działania wojenne wznowiono rok później, ale nie skończyły się one szczęśliwie dla Baldwina, który zmarł 17 lipca od ran odniesionych w bitwie pod Bures-en-Brai.
W 1110 ożenił się z Jadwigą, córką Alana IV Ferganta, księcia Bretanii, i Ermisendy, córki Fulka IV, hrabiego Andegawenii. Baldwin i Jadwiga nie mieli razem dzieci. W 1118 Baldwin ustanowił dziedzicem hrabstwa swojego ciotecznego brata, Karola Duńskiego, który po jego śmierci został kolejnym hrabią Flandrii.
Baldwin rządził Flandrią twardą ręką i surowo karał przestępców. Zachowały się informacje kronikarzy o wrzuceniu pewnego złodzieja do kotła z wrzącą wodą, czy też o powieszeniu dziesięciu innych złodziei na targu w Torhout.